# Vuelta al Táchira 1980
La 15ª edición de la Vuelta al Táchira se disputó desde el 12 hasta el 22 de enero de 1980.
Perteneció al calendario de la Federación Venezolana de Ciclismo. El recorrido contó con 10 etapas y 1250 km, transitando por los estados Barinas, Portuguesa, Lara, Trujillo, Mérida y Táchira.
El ganador fue el colombiano Epifanio Arcila del equipo OPE - Trujillo, quien fue escoltado en el podio por Manuel Gutiérrez y Fabio Navarro.
Las clasificaciones secundarias fueron; Luis Ramos ganó la clasificación por puntos, Epifanio Arcila la montaña, el sprints para Andrei Vedernikov, y la clasificación por equipos la ganó Selección de Colombia.

## Equipos participantes
Participaron varios equipos conformados por entre 6 y 8 corredores, con equipos de Venezuela, Unión Soviética, Polonia, México, Italia y Colombia.
| - Lotería del Táchira - Lotería del Táchira B - Club Martell - Club Martell B - OPE - Trujillo - Selección de Táchira - Selección de Barinas - Selección de Lara | - Selección de Colombia - Selección de Unión Soviética - Selección de Italia - Selección de México - Selección de Polonia |

## Etapas
| Etapa | Fecha       | Recorrido                    | Km  | Ganador             | Lider            |
| 1ª    | 12 de enero | Circuito en San Cristóbal    | 100 | Carlos Guerrero     | Carlos Guerrero  |
| 2ª    | 13 de enero | Santa Bárbara - Barinas      | 161 | Fiorenzo Landoni    | Fiorenzo Landoni |
| 3ª    | 14 de enero | Barinas - Guanare            | 96  | Janusz Bieniek      | Fiorenzo Landoni |
| 4ª    | 15 de enero | Guanare - Barquisimeto       | 170 | Franco Caneva       | Fiorenzo Landoni |
| 5ª A  | 16 de enero | CRI de Quíbor a Barquisimeto | 27  | Alexander Dolbihkin | Fiorenzo Landoni |
| 5ª B  | 16 de enero | Circuito en Barquisimeto     | 64  | Giorgio Zanotti     | Fiorenzo Landoni |
| 6ª    | 17 de enero | Carora - Valera              | 160 | Grzegorz Banaszek   | Fiorenzo Landoni |
| 7ª    | 19 de enero | Circuito en Lagunillas       | 96  | Grzegorz Banaszek   | Franco Caneva    |
| 8ª    | 20 de enero | Mérida - Tovar               | 108 | Luis Ramos          | Franco Caneva    |
| 9ª    | 21 de enero | Tovar - La Grita             | 144 | Epifanio Arcila     | Epifanio Arcila  |
| 10.ª  | 22 de enero | La Grita - San Cristóbal     | 123 | Oscar Guevara       | Epifanio Arcila  |

## Clasificaciones

### Clasificación general
| Posición | Ciclista         | Equipo                | Tiempo     |
|          | Epifanio Arcila  | OPE - Trujillo        | 30:52:29   |
| 2º       | Manuel Gutiérrez | Selección de Colombia | + 00:00:06 |
| 3º       | Fabio Navarro    | Selección de Colombia | + 00:01:02 |
| 4º       | Juan Morales     | Selección de Colombia | + 00:01:34 |
| 5º       | Olinto Silva     | Selección de Lara     | + 00:02:35 |
| 6º       | Oscar Guevara    | Lotería del Táchira B | + 00:02:52 |
| 7º       | Luis Ramos       | Selección de México   | + 00:03:41 |
| 8º       | Carlos Alba      | Lotería del Táchira   | + 00:03:43 |
| 9º       | Nelson Cabrera   | OPE - Trujillo        | + 00:04:30 |
| 10º      | Franco Caneva    | Selección de Italia   | + 00:06:40 |

### Clasificación por puntos
| Posición | Ciclista     | Equipo              | Puntos |
|          | Luis Ramos   | Selección de México | 40     |
| 2°       | Bandera de ? | Bandera de ?        |        |
| 3°       | Bandera de ? | Bandera de ?        |        |

### Clasificación de la montaña
| Posición | Ciclista         | Equipo              | Puntos |
|          | Epifanio Arcila  | OPE - Trujillo      | 37     |
| 2°       | Ignacio Mosquera | Selección de México |        |
| 3°       | Bandera de ?     | Bandera de ?        |        |

### Clasificación de los sprints
| Posición | Ciclista          | Equipo                       | Puntos |
|          | Andrei Vedernikov | Selección de Unión Soviética | 28     |
| 2°       | Luis Ramos        | Selección de México          | 26     |
| 3°       | Bandera de ?      | Bandera de ?                 |        |

### Clasificación sub-23
| Posición | Ciclista     | Equipo       | Tiempo |
|          | Bandera de ? | Bandera de ? |        |
| 2°       | Bandera de ? | Bandera de ? |        |
| 3°       | Bandera de ? | Bandera de ? |        |

### Clasificación por equipos
| Posición | Equipo                | Tiempo     |
|          | Selección de Colombia | 92:37:33   |
| 2°       | OPE - Trujillo        | + 00:10:21 |
| 3°       | Selección de Italia   | + 00:19:29 |